# Ich und die Kuh
Ich und die Kuh (OT: La vache et le prisonnier) ist ein französisch-italienischer Spielfilm aus dem Jahr 1959. Regie führte Henri Verneuil.

## Handlung
1942 flieht der französische Kriegsgefangene Charles Bailly, der auf einem Bauernhof in Bayern mit drei Kameraden (von denen einer dichtet) stationiert ist, mit einer Kuh namens Marguerite zurück nach Frankreich. Er erlebt zahlreiche Abenteuer in dem vom Zweiten Weltkrieg erfassten Deutschland, trifft auf russische Kriegsgefangene, die ihm für seine Kuh Zivilkleidung anbieten, andere französische Kriegsgefangene, die als deutsche Soldaten verkleidet die Flucht nach Südfrankreich versuchen, und eine deutsche Bauernfamilie, die um ihren Sohn bangt, der, wie sich herausstellt, ausgerechnet in Charles’ Heimatstadt Marseille als Soldat stationiert ist. Charles kommt aufgrund von gesprengten Brücken nur mühsam voran. In der Nähe von Stuttgart muss er seine Kuh zurücklassen. In Stuttgart gelingt es ihm, in einen Munitionskistentransport-Zug nach Frankreich einzusteigen. Über Grötzingen und Karlsruhe gelangt der Zug nach Lunéville. Als zwei französischen Polizisten ihn auf dem Bahnsteig kontrollieren wollen, flieht er und kann sich in einem Zug verstecken, der bald darauf abfährt. Auf dem Zuglaufschild des Zuges liest man: "Kehl Karlsruhe Stuttgart". Somit fährt er dahin zurück, wo er seine Kuh zurückgelassen hat, um seine Flucht per Bahn fortzusetzen. Am Ende des Films wird eingeblendet, dass Charles - "wie alle anderen auch" ("comme tout le monde") - erst mit Ende des Krieges aus der Kriegsgefangenschaft frei kommt.

## Produktion
Die Geschichte basiert auf einer wahren Begebenheit, die der Schriftsteller Jacques Antoine in einem Sammelband mit "wahren Geschichten" ("Histoires vraies") veröffentlicht hat.
Gedreht wurde der Film in Oberbayern, unter anderem am Marktplatz in Neubeuern (gelöschte Szene), und in Esslingen am Neckar. Die Filmbauten entwarf Franz Bi.
Die französische Originalfassung dauert 118 min, in der deutschen Fassung wurden etwa 20 Minuten weggeschnitten, darunter die Szenen, in denen SS-Offiziere und deutsche Panzer gezeigt werden.
Die Premiere war in Frankreich am 16. Dezember 1959, in Deutschland kam der Film am 17. Mai 1960 erstmals in die Kinos, und in Italien am 16. März 1960.

## Kritiken
„Amüsante Komödie mit hintergründiger Note, für die namentlich die Charakterdarstellung Fernandels sorgt. Etwas mehr Tempo hätte dem episodisch angelegten Film allerdings nicht geschadet.“